# Mohamed Fadl
Mohamed Fadl (tiếng Ả Rập: محمد فضل) là một cầu thủ bóng đá người Ai Cập đã giải nghệ.
Fadl thi đấu cho Đội tuyển bóng đá quốc gia Ai Cập ở Cúp bóng đá châu Phi 2008. Fadl cũng thi đấu cho Đội tuyển bóng đá U-17 quốc gia Ai Cập ở Giải vô địch bóng đá U–17 thế giới 1997.